# ليو ستيركس
ليو ستيركس مواليد 16 يوليو 1936 في أنتويرب، هو دراج بلجيكي سابق. سبق أن شارك في دورة الألعاب الأولمبية الصيفية وفاز بميدالية أولمبية.

## الميداليات
| الميدالية | المسابقة                       |
| --------- | ------------------------------ |
| فضية      | الألعاب الأولمبية الصيفية 1960 |

## روابط خارجية
- ليو ستيركس على موقع أرشيف الدراجات (الإنجليزية)
- ليو ستيركس على موقع أوليمبيديا (الإنجليزية)